# Лалмонирхат
Лалмонирха́т (бенг. লালমনিরহাট) — город и муниципалитет на севере Бангладеш, административный центр одноимённого округа. Муниципалитет был основан в 1973 году. Площадь города равна 17,62 км². По данным переписи 2001 года, в городе проживало 56 672 человека, из которых мужчины составляли 52,02 %, женщины — соответственно 47,98 %. Плотность населения равнялась 3216 чел. на 1 км². Уровень грамотности взрослого населения составлял 47,9 % (при среднем по Бангладеш показателе 43,1 %).